# Tipula (Acutipula) velutina
Tipula (Acutipula) velutina is een tweevleugelige uit de familie langpootmuggen (Tipulidae). De soort komt voor in het Afrotropisch gebied.